# Programa más o menos multiplicado o dividido
Programa más o menos multiplicado o dividido (también llamado P + o - x o %) fue un programa de televisión infantil creado por Miquel Obiols, que emitió Canal+ entre 1996 y 1999. 

## Historia
El 5 de febrero de 1996 la cadena de pago española Canal+ estrenaba "Programa más o menos multiplicado o dividido" de la mano de Miquel Obiols (creador también de Pinnic).
El programa, que servía contenedor de las series infantiles de la cadena de pago Canal+, tenía como hilo conductor dos personajes de carne y hueso llamados Poliéster y Plexiglás que vivían en un mundo imaginario de color aunque ellos iban en blanco y negro, y además podían codificarse cuando quisieran. Partiendo de esta base se jugaba constantemente con las dualidades, como por ejemplo, realidad – irrealidad y color – monótono. Poliéster y Plexiglás estaban interpretados por los actores Aitor Merino y Nora Navas respectivamente.
P + o - x o % intentaba no sólo una presentación novedosa de la programación infantil y juvenil, sino también promover la participación y despertar la creatividad en los más jóvenes a través de las secciones "Cosas de niños" y "Basura".
El logotipo, y gráfica que envolvía el programa, corrió a cargo de Drago Barcelona de la mano de los diseñadores Nicolás Rosales y Elena Farreras

## Secciones del programa

### Cosas de niños
En esta sección los niños podían enviar sus videos grabados en casa sobre temas que les inquietaban, o simplemente para enseñar como era su dormitorio. Esta sección estaba representada por un logo con las iniciales CN. Cosas de Niños tuvo un especial propio fuera del programa.

### Basura
Producido por la compañía Els Aquilinos Teatre se trataba de varias piezas con un lenguaje audiovisual innovador. Todas ellas relacionadas con el tema del reciclaje, versionando obras de artistas. También se produjo un monográfico de 30 minutos para la cadena titulado "Basura no es un programa basura".

## Series emitidas
Algunas de las series de animación emitidas fueron: En busca de Carmen Sandiego, Pinky y Cerebro, Jonny Quest, Insektors, El club de medianoche, Blake y Mortimer, Los casos de Silvestre y Piolín, Aprendices de brujas, Bruno el niño, Monos del espacio, Cuttlas, La historia interminable, Gatobasura, el rey de los trastos, Las tres mellizas, Flash Gordon, Hola, Arnold, Budgie, el pequeño helicóptero, Men in black (la serie), Las aventuras de Rocky, Bullwinkle y compañía, Donkey Kong, Garabatos, y El gato Félix.

## Horario de emisión
Podía verse a diario de lunes a sábado de 19:35 a 20:00 codificado. Los fines de semana de 8:00 a 10:00 de la mañana. Dentro de este bloque algunas series se emitían en abierto. En su última etapa también se emitió a diario a las 13:00 del mediodía, antes de la emisión en abierto de Los 40 principales. 